# Premio Turner
El Premio Turner es un evento anual donde se concede un galardón a un artista de origen británico menor de 50 años. El premio fue llamado así en honor del pintor J.M.W. Turner. Lo organiza la Galería Tate de Londres, y desde sus principios en 1984 se ha convertido en el premio artístico más reconocido y prestigioso del Reino Unido, generalmente creando artículos controvertidos en la prensa por sus exposiciones, como La imposibilidad física de la muerte en la mente de alguien viviente (The Physical Imposibility of Death in the Mind of Someone Living), un tanque de acrílico conteniendo un tiburón muerto conservado en formol) de Damien Hirst y Mi Cama (My Bed) de Tracey Emin. 
El premio es de £40,000 desde el año 2004. El premio es concedido por un invitado especial, incluyendo Madonna, quien causó controversia por usar lenguaje inapropiado en televisión en vivo.
La identidad del premio Turner está profundamente asociada con el arte conceptual. Es interesante observar que para dos de sus primeras ediciones, Art & Language fue nominado en 1986, y que Terry Atkinson también (uno de los fundadores y miembro de Art & Language) fue nominado en 1985.

## Galardonados y seleccionados
| Año  | Artista galardonado (obra seleccionada)                                     | Artistas seleccionados                                                                               |
| ---- | --------------------------------------------------------------------------- | --- |
| 1984 | Malcolm Morley (Farewell to Crete)                                          | Richard Deacon, Gilbert y George, Howard Hodgkin y Richard Long                                      |
| 1985 | Howard Hodgkin (A Small Thing But My Own)                                   | Terry Atkinson, Tony Cragg, Ian Hamilton Finlay, Milena Kalinovska y John Walker                     |
| 1986 | Gilbert y George (Coming)                                                   | Art & Language, Victor Burgin, Derek Jarman, Steven McKenna y Bill Woodrow                           |
| 1987 | Richard Deacon (To My Face No.1)                                            | Patrick Caulfield, Helen Chadwick, Richard Long, Declan McGonagle y Thérèse Oulton                   |
| 1988 | Tony Cragg (George and the Dragon)                                          | Lucian Freud, Richard Hamilton, Richard Long, David Mach, Boyd Webb, Alison Wilding y Richard Wilson |
| 1989 | Richard Long (White Water Line)                                             | Gillian Ayres, Lucian Freud, Giuseppe Penone, Paula Rego, Sean Scully y Richard Wilson               |
| 1990 | Premio suspendido.                                                          | - |
| 1991 | Anish Kapoor (Untitled (Sandstone and pigment))                             | Ian Davenport, Fiona Rae y Rachel Whiteread                                                          |
| 1992 | Grenville Davey (HAL)                                                       | Damien Hirst, David Tremlett y Alison Wilding                                                        |
| 1993 | Rachel Whiteread (House Commissioned by Artangel Trust and Beck's)          | Hannah Collins, Vong Phaophanit y Sean Scully                                                        |
| 1994 | Antony Gormley (Testing a World View)                                       | Willie Doherty, Peter Doig y Shirazeh Houshiary                                                      |
| 1995 | Damien Hirst (Mother and Child, Divided)                                    | Mona Hatoum, Callum Innes y Mark Wallinger                                                           |
| 1996 | Douglas Gordon (Confessions of a Justified Sinner)                          | Craigie Horsfield, Gary Hume y Simon Patterson                                                       |
| 1997 | Gillian Wearing (single channel vídeo artwork in colour with sound)         | Christine Borland, Angela Bulloch y Cornelia Parker                                                  |
| 1998 | Chris Ofili (No Woman, No Cry)                                              | Tacita Dean, Cathy de Monchaux y Sam Taylor Wood                                                     |
| 1999 | Steve McQueen (Deadpan)                                                     | Jane and Louise Wilson, Steven Pippin y Tracey Emin                                                  |
| 2000 | Wolfgang Tillmans (installation view from the Turner Prize exhibition 2000) | Glenn Brown, Michael Raedecker y Tomoko Takahashi                                                    |
| 2001 | Martin Creed (The Lights Going On and Off)                                  | Richard Billingham, Isaac Julien y Mike Nelson                                                       |
| 2002 | Keith Tyson (installation view from the Turner prize exhibition)            | Fiona Banner, Liam Gillick y Catherine Yass                                                          |
| 2003 | Grayson Perry (vases)                                                       | Jake y Dinos Chapman, Willie Doherty y Anya Gallaccio                                                |
| 2004 | Jeremy Deller (Memory Bucket, documentary)                                  | Kutlug Ataman, Langlands and Bell y Yinka Shonibare                                                  |
| 2005 | Simon Starling (Shedboatshed)                                               | Darren Almond, Gillian Carnegie y Jim Lambie                                                         |
| 2006 | Tomma Abts (abstract paintings)                                             | Phil Collins (artista), Mark Titchner y Rebecca Warren                                               |
| 2007 | Mark Wallinger                                                              | Nathan Coley, Zarina Bhimji y Mike Nelson.                                                           |
| 2008 | Mark Leckey                                                                 | Runa Islam, Goshka Macuga y Cathy Wilkes.                                                            |
| 2009 | Richard Wright                                                              | Enrico David, Roger Hiorns, Lucy Skaer                                                               |
| 2010 | Susan Philipsz                                                              | Dexter Dalwood, Ángela de la Cruz, The Otolith Group                                                 |
| 2011 | Martin Boyce                                                                | George Shaw, Hilary Lloyd, Karla Black.                                                              |
| 2012 | Elizabeth Price                                                             | Spartacus Chetwynd, Luke Fowler y Paul Nobles.                                                       |
| 2013 | Laure Prouvost                                                              | Tino Sehgal, Lynette Yiadom-Boakye y David Shrigley                                                  |
| 2014 | Duncan Campbell                                                             | Ciara Phillips, James Richards, Tris Vonna-Michell.                                                  |
| 2015 | Assemble                                                                    | Bonnie Camplin, Janice Kerbel, Nicole Wermers                                                        |
| 2016 | Helen Marten                                                                | Michael Dean, Anthea Hamilton, Josephine Pryde                                                       |